# Le Faux Néron
Pour les articles homonymes, voir faux Néron.
Le Faux Néron (titre original : Der falsche Nero) est un roman de l'écrivain allemand Lion Feuchtwanger, paru en 1936.

## Historique
Interdit par le régime nazi, le roman est publié pour la première fois à Amsterdam. Il faudra attendre 1947 pour le voir publié en Allemagne par la maison d'édition Aufbau. Le roman a ensuite été traduit en de nombreuses langues et continue, encore aujourd'hui, à ravir de nombreux lecteurs. 

## Résumé
Le roman se déroule en 79 apr. J.-C., onze ans après la mort de Néron, sous le règne de l'empereur Titus, dans la province de Syrie. Le gouverneur Céion, nouvellement nommé en poste à Antioche se heurte à Varron, un ex-sénateur banni de Rome par les successeurs de Néron.
Dévoré par sa grande ambition personnelle, Varron propulse sur le devant de la scène politique un homme de paille, le potier Terence - sosie de Néron - pour faire croire au retour de l'empereur défunt, servir ses intérêts personnels et tirer profit du ressentiment des royaumes d'Orient sous domination romaine. Grâce à sa ressemblance frappante avec Néron et un talent de comédien certain, l'imposteur parvient à tromper le peuple. Aveuglé par toute cette agitation et poussé par son comptable et le général romain Trebon, le pantin de Varron échappe à tout contrôle 

## Thème

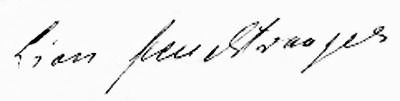
Signature de Lion Feuchtwanger

En quatre chapitres - L'Ascension, L'Apogée, Le Déclin et La Chute -, l'auteur met à nu et dénonce les pratiques politiques de son temps.

## Interprétation
En tenant compte du contexte historique dans lequel ce roman a été écrit, il est clair que ce livre est une satire du régime nazi. Bien que les références historiques utilisées par Lion Feuchtwanger pour écrire son livre ne puissent être directement reliées aux faits historiques, il est, cependant, indéniable que certains personnages présentent des caractéristiques similaires aux personnalités du système dictatorial de l'époque. Ainsi, on retrouve beaucoup d'Adolf Hitler dans le personnage de Terence le potier; son conseiller, Knops, n'est pas sans rappeler Joseph Goebbels et le personnage de Trebon, le général romain, présente des similitudes avec Hermann Göring.
La grande inondation qui s'est abattue sur la ville d'Apamée à la suite des intrigues de Terence et ses sbires, et dont la faute a été mise sur le dos des Chrétiens, pourrait faire référence à l'incendie qui avait ravagé le Reichstag, en 1933. Lion Feuchtwanger était persuadé que le régime du troisième Reich, lui-même, se cachait derrière ces exactions. La « semaine des couteaux et poignards » pendant laquelle Knops et Trebon, se faisant le devoir de venger Néron, font éliminer tous les ennemis de l'État n'est pas sans rappeler le coup d'État de Röhm aussi appelé « Nuit des longs couteaux ». 
La différence entre la réalité historique et l'intrigue du livre réside surtout dans le fait que la domination de Terence n'est pas une idée de son cru, issu de son désir de gloire ou de célébrité - comme ce fut le cas pour Hitler - et qu'il n'y ait pas eu de conséquences politiques directes. Varron, qui, rappelons-le, tirait les ficelles de "l'expérience Néron", ne cherchait pas à montrer la supériorité d'une race plutôt qu'une autre, à la limite aurait-il pu être animé d'un sentiment romantique qui l'amenait à imaginer la fusion des blocs Est et Ouest.  
En outre, métaphoriquement, cette œuvre peut être considérée comme une critique de l'aveuglement des masses.  En effet, le peuple réagit à la proscription et à la nuit des assassinats de nombreux opposants en montrant du respect et de l'admiration en plus du dégoût et de l'indignation. « Le choc passé, le peuple aimait et rendait gloire à son Néron, son énergie et sa splendeur même obscure. Aveuglé par la puissance de son empereur, le peuple en oublia sa faim » . De même, Feuchtwanger montre à quelle vitesse un régime  peut sombrer : « Néron était Néron aussi longtemps qu'on croyait en lui » .

## Parutions
- Première édition : Querido, Amsterdam 1936, 422 pages
- Traduction en anglais : The Pretender. Traduit par Willa et Edwin Muir. Viking Press, New York 1937
- DDR : Aufbau Verlag, Berlin 1947
- Gesammelte Werke in Einzelbänden. Bd. 9. Aufbau, Berlin 1994,  (ISBN 3-351-02209-3)
- Poche : Aufbau Taschenbuchverlag, Berlin 2008 (3. Aufl.),  (ISBN 978-3-7466-5632-8)